# Суджилка
Суджилка, Сув-Джилга (крим. Suv Cılğa) — маловодна річка в північно-східному Криму, в Совєтському і Нижньогірському районах.

## Опис
Довжина річки 31 км, площа водозбору 102 км. Початок річки знаходиться в 1,3 км на схід від села Тамбовка Білогірського району, майже на всьому протязі Суджилка має канали, влаштовано безліч ставків — це пов'язано з Північно-Кримським каналом. Річка використовується, як скидний колектор, що у багато разів збільшило її повноводість. Гирло річки — в 5 км на схід від села Деппар-Юрт, чітко не виражене, оскільки впадає в великий заболочений лиман-солончак Сиваша.